# Renia alutalis
Renia alutalis là một loài bướm đêm trong họ Noctuidae.